# Sebastian Karl Schüzenbach
Sebastian Karl Schüzenbach, auch Karl Sebastian Schützenbach, (* 16. April 1793 in Endingen am Kaiserstuhl bei Freiburg im Breisgau; † 14. Februar 1869 in Baden-Baden) war ein deutscher Chemiker.
Er war der Sohn eines Exportkaufmanns und wurde zunächst auf Wunsch des Vaters Kaufmann, interessierte sich jedoch mehr für Chemie und Technik. 1813/14 nahm er an den Befreiungskriegen gegen Napoleon teil. Bereits ab 1817 entwickelte er eine Methode Essig auf schnellem Weg herzustellen, eines der ersten Biokatalyse-Verfahren in der Chemietechnik (die Essigbakterien waren auf Buchenspänen fixiert und wurden  berieselt).  Er erzielte auch Fortschritte in der Farbherstellung und gründete 1824 eine Fabrik in Freiburg zur Farbenherstellung (Metallfarben) und für Bleizucker. Wegen der damit verbundenen Gesundheitsrisiken wandte er sich aber der Zuckerherstellung zu und baute 1839 eine Zuckerfabrik für Rübenzucker in Waghäusel. Auch hier führte er mehrere technische Neuerungen ein. Sein Mazerationsverfahren ließ er 1852 in Frankreich patentieren.